# Phryxe lepida
Phryxe lepida är en tvåvingeart som beskrevs av Robineau-desvoidy 1863. Phryxe lepida ingår i släktet Phryxe och familjen parasitflugor.
Artens utbredningsområde är Frankrike. Inga underarter finns listade i Catalogue of Life.